# Cyndi Pass
Cyndi Pass (* vor 1991) ist eine Schauspielerin, Drehbuchautorin und Produzentin.

## Leben
Pass trat in den 1990er Jahren in einigen Film- und Fernsehproduktionen in Erscheinung. Zu Beginn ihrer Schauspielkarriere spielte sie hauptsächlich in Filmen, wie etwa in Tony Markes’ Horror-Mystery-Thriller Bikini Island aus dem Jahr 1991, Steve Barnetts Actionstreifen Martial Law III – Tödliches Komplott von 1992 und Andrew Lanes 1993 veröffentlichten Thriller Distant Cousins. Weitere Filmauftritte folgten, so unter anderem in John T. Bones Drama Wild Games in Hollywood (1996) und Robert Malenfants Thriller Night Call (1998). Zu den Fernsehserien, in denen sie auftrat, gehören Full House (1991), Eine schrecklich nette Familie (1991), in der sie in der Folge Sie erwartet mein Baby, Teil 2 als Tänzerin zu sehen ist (die Szene mit ihren Beinen ist im Vorspann der sechsten Staffel enthalten), Palm Beach-Duo (1993), Renegade – Gnadenlose Jagd (1993), New York Cops – NYPD Blue (1997) und Star Trek: Deep Space Nine (1998–1999), in der sie die Ginger verkörpert. An den Filmen Welcome to Fear (1994) und Die Abrechnung – Eine Tochter kehrt heim (2000) war sie zudem als Drehbuchautorin und Produzentin beteiligt.

## Filmografie
- 1991: Full House (Fernsehserie, eine Folge)
- 1991: Bikini Island
- 1991: Eine schrecklich nette Familie (Married … with Children, Fernsehserie, Folge 6x02: Sie erwartet mein Baby, Teil 2)
- 1992: Chaos in Palm Springs
- 1992: Dead Bolt (Fernsehfilm)
- 1992: Martial Law III – Tödliches Komplott (Mission of Justice)
- 1993: Head Hunter
- 1993: Distant Cousins
- 1993: Palm Beach-Duo (Silk Stalkings, Fernsehserie, eine Folge)
- 1993: Renegade – Gnadenlose Jagd (Renegade, Fernsehserie, eine Folge)
- 1994: Scanner Cop
- 1994: The Force
- 1994: Welcome to Fear (Stalked, als Drehbuchautorin und Produzentin)
- 1995: Das Profil der Bestie (Serial Killer)
- 1996: Diagnose: Mord (Diagnosis Murder, Fernsehserie, eine Folge)
- 1996: Wild Games in Hollywood (Hindsight)
- 1997: Wes Craven’s Wishmaster (Wishmaster)
- 1997: Total Security (Fernsehserie, eine Folge)
- 1997: New York Cops – NYPD Blue (NYPD Blue, Fernsehserie, eine Folge)
- 1997: Frasier (Fernsehserie, eine Folge)
- 1998: The Company Man
- 1998: Night Call (The Night Caller)
- 1998–1999: Star Trek: Deep Space Nine (Fernsehserie, 2 Folgen)
- 1999: EDtv (Edtv)
- 1999: Mord am Abgrund (Her Married Lover)
- 2000: Die Abrechnung – Eine Tochter kehrt heim (The Stepdaughter, als Drehbuchautorin und Produzentin)